# Sonoco
Sonoco ist US-amerikanischer Verpackungsmittel-Konzern mit Sitz in Hartsville, South Carolina. Die Geschäftsfelder Sonocos gliedern sich in die Bereiche „Consumer Packaging“, „Industrial Products“ und „Protective Solutions“. Zu den angebotenen Produkten zählen Verpackungen für Konsum- und Industriegüter, sowie besondere Schaumstoffisolierungen für den Fahrzeugbau und Schutzverpackungen für große Papierrollen. Weiterhin werden spezielle Klebstoffe vertrieben und Recyclingdienstleistungen erbracht. Die Unternehmenstochter Sonoco Recycling betreibt weltweit 40 Recyclinganlagen und verwertet jährlich rund 3 Millionen Tonnen Papier-, Kunststoff- und Metallabfälle.
Sonoco wurde 1899 als Southern Novelty Company gegründet und firmierte 1923 in Sonoco Products Company um. Das erste Produkt des Unternehmens war eine kegelförmige Garnspindel aus Papier. Da die damals verbreiteten Spindeln aus Holz waren, stellten die Papierspindeln eine Neuheit dar. Im Jahr 2014 wurde die Hockenheimer Weidenhammer Packaging Group durch Sonoco übernommen. Sonoco ist, gemessen am Umsatz, das größte Unternehmen im US-Bundesstaat South Carolina. Der Konzern hat mehr als 70 europäische Niederlassungen, einige Werke davon auch in Deutschland, so zum Beispiel in Zwenkau nahe Leipzig, wo Verpackungen für die Lebensmittelindustrie produziert werden.